# Vliebergh Senciecentrum
Het Vliebergh Senciecentrum is een erkend centrum  voor navorming voor docenten en leraars middelbaar en hoger onderwijs te Leuven. Het werd in 1907 opgericht door Emiel Vliebergh onder de naam Vliebergh-Sencieleergangen.

## Omschrijving opdracht
Het Vliebergh-Senciecentrum verzorgt en coördineert, binnen de Postacademische Vorming van de Katholieke Universiteit Leuven, de nascholing van universitair gevormde docenten/leraren van alle disciplines in opvolging van de academische initiële lerarenopleiding en als opleidings- en begeleidingsaanbod voor onderwijsverantwoordelijken.